# Владислав (София)
Вижте пояснителната страница за други значения на Владислав.
„Владислав“ е футболен отбор от София.

## История
Владислав (София) е основан през месец септември 1923 г. от обединението на кварталните клубове Европа (Перловец) и Стрела (Перловец) от квартал „Перловец“ (сега пространството между булевард „Евлоги и Христо Георгиеви“, улица „Граф Игнатиев“, булевард „Патриарх Евтимий“ и улица „Фритьоф Нансен“) в София.
Отборът на Европа (Перловец) е основан през месец септември 1920 г. в квартал „Перловец“ в София. Отборът на Стрела (Перловец) е основан през месец октомври 1920 г., също в квартал „Перловец“ в София. През 1924 г. след преговори Владислав (София) се обединява с Левски (София). След това Владислав (София) става секция на Левски (София). От сезон 1925-26 участва в Софийското футболно първенство. На 20 януари 1935 г. отборът на Владислав (София) се обединява с отбора на Родина (София) от квартал „Лозенец“ в София под името Княз Кирил Преславски (София). Впоследствие отборът на Родина (София) се отделя от отбора на Княз Кирил (София) и съществува като самостоятелен спортен клуб.
През 1942 г. отборът на Владислав (София) печели Купа „Улпия Сердика“ и участва в Държавното първенство, но отпада в първия кръг от Атлетик (Дупница) като гост с 0:1. Скоро след това Владислав (София) отново е преименуван на Княз Кирил (София).
На 10 септември 1944 г. отборът на Княз Кирил (София) е преименуван на Отечествен фронт (София) – ОФ (София).
На 12 октомври 1944 г. отборът на ОФ (София) е преименуван на Пощенски спортен клуб 150 (София) – ПСК (София), наричан от всички „Пощенец“.
Отборът на Княз Кирил Преславски (София) съществува под името ПСК (София) до 20 октомври 1944 г., когато е обединен с отбора на Левски (София) под името ПСК „Левски“ (София). През 1964 г. отборът е възстановен под името Спортен клуб „Пощенец“ и съществува до началото на 90-те години. Участва в Зонална футболна група „Витоша“, обхващаща София-град, а след това във „В“ РФГ и окръжните групи.

## Местоположение
Спортен клуб Владислав (София) е развивал спортна дейност в квартал „Перловец“ в София. Районът на клуба е обхващал пространството между булевард „Евлоги и Христо Георгиеви“ и булевард „Петко Каравелов“ (сега булевард „България“), улица „Граф Игратиев“, булевард „Патриарх Евтимий“ и булевард „Царица Йоана“ (сега булевард „Витоша“) в София.
Канцеларията на клуба се е намирала на улица „Хан Крум“ №12 в София.

## Прозвище
Нарицателното име на Владислав (София) е било „телеграфопощенците“. Името е предложено в чест на съществуващия вече такъв клуб със същото име от Варна.

## Игрище
Игрище „Владислав“ се е намирало в квартал „Перловец“ в София.
Игрището се е намирало до булевард „Петко Каравелов“ (сега булевард „България“) в София. Сега на това място в София се намира градинката зад сградата на НДК София.
Игрище „Владислав“ не е разполагало с трибуни и е било е с капацитет за 3000 зрители. Не е било подходящо за провеждането на официални срещи от Софийското футболно първенство и клубът е използвал игрището предимно за тренировъчна дейност.

## Цветове
Клубните цветове на Владислав (София) са били жълто и черно.
След обединението на отбора на Владислав (София) с отбора на Родина (Лозенец) под името Княз Кирил (София) се променят и клубните цветове, като те стават зелено, бяло и черно.

## Успехи
- Държавно първенство на България: 1942 (1 кръг – Финална фаза) – 14 място
- Държавна купа на България: 1938 (3 кръг – Предварителна фаза – София)
- Софийско първенство:
- II Софийска дивизия: 1944 (Победител)
- III Софийска дивизия: 1927 (Победител), 1941 (Победител)
- IV Софийска дивизия: 1926 (Победител)
- Купа „Улпия Сердика“: 1942 (Носител)
- Участие в Софийското футболно първенство:
- II Софийска дивизия: 1928, 1933 – 1940, 1942 – 1944 (12 сезона)
- III Софийска дивизия: 1927 – 1928, 1929 – 1932, 1941 (7 сезона)
- IV Софийска дивизия: 1926 (1 сезон)
- Между сезоните 1923 – 1925 г. не участва в първенствто.

| дивизия     | сезон     | позиция   | мачове | победи | равни | загуби | голове за | голове против | точки |
| ----------- | --------- | --------- | ------ | ------ | ----- | ------ | --------- | ------------- | ----- |
| IV Дивизия  | 1925/1926 | 1         | 10     | 7      | 2     | 1      | 35        | 10            | 16    |
| III Дивизия | 1926/1927 | 1         | 10     | 7      | 2     | 1      | 27        | 7             | 16    |
| III Дивизия | 1927/1928 | 0         | 5      | 3      | 1     | 1      | 9         | 5             | 7     |
| II Дивизия  | 1927/1928 | 6         | 13     | 0      | 2     | 11     | 6         | 37            | 2     |
| III Дивизия | 1928/1929 | 4         | 8      | 3      | 2     | 3      | 15        | 10            | 8     |
| III Дивизия | 1929/1930 | 3         | 7      | 1      | 0     | 6      | 5         | 21            | 2     |
| III Дивизия | 1930/1931 | 2         | 10     | 6      | 0     | 4      | 19        | 16            | 12    |
| III Дивизия | 1931/1932 | 2         | 10     | 7      | 0     | 3      | 30        | 11            | 14    |
| II Дивизия  | 1932/1933 | 6         | 14     | 3      | 2     | 9      | 13        | 40            | 8     |
| II Дивизия  | 1933/1934 | 7         | 14     | 2      | 3     | 9      | 17        | 36            | 8     |
| II Дивизия  | 1934/1935 | 6         | 14     | 4      | 3     | 7      | 22        | 42            | 11    |
| II Дивизия  | 1935/1936 | 6         | 9      | 1      | 3     | 5      | 12        | 16            | 5     |
| II Дивизия  | 1936/1937 | 4         | 14     | 6      | 3     | 5      | 18        | 14            | 15    |
| II Дивизия  | 1937/1938 | 3         | 14     | 8      | 1     | 5      | 28        | 18            | 17    |
| II Дивизия  | 1938/1939 | 8         | 14     | 3      | 1     | 10     | 14        | 33            | 7     |
| II Дивизия  | 1939/1940 | 5         | 14     | 5      | 3     | 6      | 31        | 27            | 13    |
| III Дивизия | 1940/1941 | 1         | 12     | 9      | 2     | 1      | 31        | 10            | 20    |
| II Дивизия  | 1941/1942 | 2         | 11     | 7      | 2     | 2      | 21        | 5             | 16    |
| II Дивизия  | 1942/1943 | 2         | 14     | 12     | 0     | 2      | 38        | 8             | 24    |
| II Дивизия  | 1943/1944 | 1         | 7      | 6      | 0     | 1      | 23        | 7             | 12    |
| общо        |           | 19 сезона | 224    | 101    | 31    | 92     | 424       | 373           | 233   |

## Известни футболисти
- Асен Пешев – Капуй
- Тодор Горчев
- Борис Ганев
- Александър Свиленов